# 遊楽部岳
遊楽部岳（ゆうらっぷだけ）もしくは見市岳（けんいちだけ）は、北海道の久遠郡せたな町と二海郡八雲町にまたがる標高1,277mの山である。山頂東には一等三角点「見市岳」が設置されている。北海道百名山及び北海道の百名山の一座である。

## 概要
遊楽部岳・白水岳・太櫓岳・冷水岳などが聳える遊楽部山塊の主峰であり、道南地域では狩場山に次いで2番目に高い山である。
山名は旧八雲町地域を流れる遊楽部川の源流があることに由来し、アイヌ語の「ユー・ラプ（温泉が・下る）」が語源である。一方で「見市岳」はかつての熊石町地域を流れる見市川に由来し、アイヌ語で「kene-us-i（ハンノキ群生するところ）」が語源とされる。
1994年12月4日、北海道南西沖地震の復旧作業を行っていた際に負傷した作業員を搬送するために千歳救難隊が奥尻島へ向かって飛行したが遊楽部岳にて墜落し、搭乗した隊員5名全員が死亡した。

## 登山
登山道が整備されているため時期を問わず登られる。太櫓川沿いの左股林道の途中に登山口がある。「合目」標識が設置されており、8合目は臼別頭（1251.5m）と呼ばれるピーク上にある。尾根を登りきると遊楽部岳山頂であるが、さらに東に稜線を進んだところに三角点が設置されており、かつてはそこが山頂とされていたため山頂標識が設置されている。登山道は所々藪に覆われた箇所がある。